# Joachim Kahlert
Joachim Kahlert (* 26. März 1954 in Cloppenburg) ist ein deutscher Pädagoge und Universitätsprofessor. Seine Forschungsschwerpunkte umfassen Theorie und Praxis der Grundschulpädagogik und des Sachunterrichts mit besonderer Beachtung der Inklusion in Schule und Unterricht. Mit zahlreichen Veröffentlichungen, Projekten und Kooperationen hat er die Grundschuldidaktik, insbesondere die Didaktik des Sachunterrichts maßgebend beeinflusst. Von 2001 bis 2005 war er 1. Vorsitzender der Gesellschaft für Didaktik des Sachunterrichts (GDSU). 1998 wurde er auf den Lehrstuhl für Grundschulpädagogik und -didaktik an der Ludwig-Maximilians-Universität München (LMU) berufen, von wo aus er sich für vernetzte Kooperationen zwischen Wissenschaft und Bildungspolitik, Universität und Schule, Forschung und Unterricht nachhaltig einsetzte. Seit 2009 ist er Direktor des Münchener Zentrums für Lehrerbildung. 2016 wurde er mit dem Bayerischen Verdienstorden ausgezeichnet. 2018 trat er in den Ruhestand. 2024 wurde ihm die Ehrenpromotion der Universität Vechta verliehen.

## Leben und Werk
Kahlert studierte für das Lehramt an Grund- und Hauptschulen an der Universität Vechta und Sozialwissenschaften an der Universität Bremen, wo er auch promovierte und habilitierte. Anschließend war er 10 Jahre als Lehrer tätig, danach als wissenschaftlicher Mitarbeiter an mehreren Hochschulen. Von 1994 bis 1996 vertrat er die Professur für Schulpädagogik an der Universität Rostock, 1996 wurde er zum Professor für die Didaktik des Sachunterrichts an der Universität Bielefeld ernannt. 1998 folgte die Berufung auf den Lehrstuhl für Grundschulpädagogik und -didaktik an der LMU. Rufe an die Universitäten Münster und Köln lehnte er zugunsten neuer Aufgaben in München ab. Von 2004 bis 2007 war er Direktor des Departments für Pädagogik und Rehabilitation, von 2007 bis 2011 Dekan der Fakultät für Psychologie und Pädagogik. Als Direktor des Zentrums für Lehrerbildung koordinierte er das Münchener Projekt „Wissenschaftsbasierter Berufsfeldbezug durch adaptiv unterstützte Vernetzung“ der „Qualitätsoffensive Lehrerbildung“ des Bundesministeriums für Bildung und Forschung (BMBF), in dem 15 Fakultäten der LMU eingebunden sind.
Kahlerts Arbeiten zeichnen sich durch die enge Verknüpfung von Theorie und Praxis, von wissenschaftlicher Grundierung und alltagstauglicher Verwendbarkeit aus. Zielführend war die bildungsreformerische Programmatik der 1970er Jahre, die Chancengleichheit für alle Kinder, Wissenschaftsorientierung und Professionalisierung des Lehrerberufs auf wissenschaftlicher Grundlage für alle Schulstufen forderte. Die thematische Breite seiner Projekte und Veröffentlichungen begann bei Fragen zur  Kernenergie und Umweltpolitik, weitete sich im Zusammenhang mit seinen Aufgaben in der Lehrerbildung auf alle Bereiche des Sachunterrichts und dessen Didaktik aus, umschloss nach und nach die Grundschularbeit insgesamt bis hin zur Schulraumgestaltung und inklusiven Pädagogik.
Seine biografischen Erfahrungen nutzte Kahlert an seinem Münchener Lehrstuhl zur nachhaltigen inhaltlichen wie strukturellen Vernetzung und Kooperation von Wissenschaft, Politik und Praxis. Anspruchsvolle Unterrichtsmaterialien waren ihm dabei ebenso wichtig wie fachdidaktische Grundsatzpublikationen und bildungspolitische Stellungnahmen.
Sein Konzept der didaktischen Netze prägte mit Walter Köhnleins Dimensionen des Sachunterrichts die inhaltliche Diskussion der Sachunterrichtsdidaktik in den 1990er Jahren und beeinflusste erkennbar die Struktur des Perspektivrahmens Sachunterricht der Gesellschaft für Didaktik des Sachunterrichts (GDSU). Sein Netz von bipolaren Begriffspaaren, die zwischen lebensweltlichen Erfahrungen und dem entwickelten Wissen und Können der Fachkulturen perspektivisch vermitteln, spannt den didaktischen Raum für bildungswirksame Unterrichtsthemen auf. In der Zusammenarbeit mit Ulrich Heimlich, Lehrstuhlinhaber für Lernbehindertenpädagogik an der LMU München, erweiterte er den Ansatz zum Modell der inklusionsdidaktischen Netze.
Konzeptionsprägend wirkte er als Mitherausgeber einer neuen Handbuchgeneration sowohl für die Grundschulpädagogik und Grundschuldidaktik als auch für die Didaktik des Sachunterrichts. Mit „Sachunterricht und seine Didaktik“ gelang ihm ein Standardwerk der fachlichen Lehrerbildung für den Sachunterricht. Über seine speziellen Beiträge zum Sachunterricht und seiner Didaktik hinaus verantwortete er mehrere Projekte, u. a. zur Theoriebildung in der Grundschulpädagogik, Inklusion in Schule und Unterricht, Didaktischen Entwicklungsforschung, Schul- und Unterrichtsentwicklung in Netzwerken.
Kahlerts Interesse, mit Fachvertretern verschiedener Wissenschaftsgebiete produktiv zu kooperieren, zeigt sich in der gemeinsamen Herausgabe von Sammelbänden, Handbüchern, Schulmaterialien und Fachzeitschriften, in denen er seinen Anspruch, Schule und Unterricht forschungsbasiert weiterzuentwickeln, einbrachte und mit eigenen Beiträgen konkretisierte.

## Veröffentlichungen (Auswahl)
- Der Sachunterricht und seine Didaktik. 4.,aktualisierte Auflage. UTB, Bad Heilbrunn 2016.
- mit M. Fölling-Albers, M. Götz, A. Hartinger, S. Miller und S. Wittkowske (Hrsg.): Handbuch Didaktik des Sachunterrichts. (= UTB. 8621). 2., aktualisierte und erweiterte Auflage. Klinkhardt, Bad Heilbrunn 2015, S. 88–97.
- mit U. Heimlich, R. Lelgemann und E. Fischer (Hrsg.): Inklusives Schulsystem. Analysen, Befunde, Empfehlungen zum bayerischen Weg. Bad Heilbrunn 2016. (pedocs.de)
- mit W. Einsiedler, M. Götz, A. Hartinger, F. Heinzel und U. Sandfuchs (Hrsg.): Handbuch Grundschulpädagogik und Grundschuldidaktik. 4. Auflage. Bad Heilbrunn 2014.
- mit U. Heimlich (Hrsg.): Inklusion in Schule und Unterricht. 2. Auflage. Stuttgart 2014.
- mit K. Nitsche und K. Zierer (Hrsg.): Räume zum Lernen und Lehren. Perspektiven einer zeitgemäßen Schulraumgestaltung. Bad Heilbrunn 2013.
- mit E. Fuchs und U. Sandfuchs (Hrsg.): Schulbuch konkret. Kontexte, Produktion, Unterricht. Bad Heilbrunn 2010.
- mit H. Giest und A. Hartinger (Hrsg.): Kompetenzniveaus im Sachunterricht. Klinkhardt Verlag, Bad Heilbrunn 2008.
- Diverse Unterrichtsmaterialien herausgegeben von der Bundeszentrale für gesundheitliche Aufklärung, Köln
- Mitherausgeber der Zeitschrift Sache-Wort-Zahl, Lehren und Lernen in der Grundschule seit Neugründung im Aulis-Verlag, Köln 1996.